# Mohsen Toujani
Pour les articles homonymes, voir Toujani.
Mohsen Toujani (arabe : محسن التوجاني) est un footballeur tunisien. Il évoluait au poste de défenseur avec le Club africain et l'équipe de Tunisie.

## Palmarès
Club africain
| - Championnat de Tunisie (2) : - Champion : 1973, 1974. - Coupe de Tunisie (2) : - Vainqueur : 1972, 1973. |  | - Coupe du Maghreb des clubs champions (1) : - Vainqueur : 1974. |